# HD 211415
HD 211415 är en dubbelstjärna belägen i den södra delen av stjärnbilden Tranan. Den har en skenbar magnitud av ca 5,33 och är svagt synlig för blotta ögat där ljusföroreningar ej förekommer. Baserat på parallaxmätning inom Hipparcosuppdraget på ca 72,5 mas, beräknas den befinna sig på ett avstånd på ca 45 ljusår (ca 14 parsek) från solen. Den rör sig närmare solen med en heliocentrisk radialhastighet på ca -13 km/s. Den har en relativt stor egenrörelse och rör sig över himlavalvet med en beräknad vinkelhastighet av 0,0934 bågsekunder per år.

## Egenskaper
Primärstjärnan HD 211415 A är en solliknande gul till vit stjärna i huvudserien av spektralklass G0 V. Den har en massa som är ca 0,94 solmassor, en radie som är ca 1,06 solradier och har ca 1,24 gånger solens utstrålning av energi från dess fotosfär vid en effektiv temperatur av ca 5 900 K.
År 1994 hade de två stjärnorna i paret en vinkelseparation av 2,884 bågsekunder vid en positionsvinkel på 34,935°. Deras projicerade separation är 39,8 AE. Paret är troligen gravitationsbundna med en omloppsbana sedd antagligen nästan från sidan och med en halv storaxel av omkring 100 AE. Följeslagaren är mindre stjärna av spektralklass MV med en massa av ca 0,59 solmassor.
HD 211415 identifierades i september 2003 av astrobiologen Margaret Turnbull från University of Arizona i Tucson som en av de mest lovande kandidaterna i närområdet för att vara värd för liv, baserat på hennes analys av HabCat-listan över stjärnor.